# Tambah Asri
Tambah Asri is een bestuurslaag in het regentschap Musi Rawas van de provincie Zuid-Sumatra, Indonesië. Tambah Asri telt 2776 inwoners (volkstelling 2010).